# Ghatophryne rubigina
Espèce
Synonymes
- Ansonia rubigina Pillai & Pattabiraman, 1981

Statut de conservation UICN

 VU D2 : Vulnérable
Ghatophryne rubigina est une espèce d'amphibiens de la famille des Bufonidae.

## Répartition
Cette espèce est endémique de l'État du Kerala en Inde. Elle se rencontre dans le Parc national de Silent Valley et le district de Wayanad entre 1 000 et 1 200 m d'altitude dans les Ghâts occidentaux.

## Publication originale
- Pillai & Pattabiraman, 1981 : A new species of torrent toad (Genus: Ansonia) from Silent Valley, South India. Proceedings of the Indian Academy of Sciences, vol. 90, no 2, p. 203–208 (texte intégral).